# Homestar Runner
Homestar Runner (of H*R) is het boegbeeld van een reeks internetcartoons die gemaakt worden door The Brothers Chaps, bestaande uit Mike en Matt Chapman. Al hun filmpjes worden gemaakt in Adobe Flash. De cartoons, die vaak surrealistische humor bevatten, verwijzen vaak naar de popcultuur uit de jaren 70 tot en met 90, videospellen, oude televisieseries en populaire muziek. Meestal speelt de serie zich af in het fictieve Free Country in de Verenigde Staten.
In 2008 bracht Telltale Games een spel uit gebaseerd op deze franchise: Strong Bad's Cool Game for Attractive People